# Brachysarthron antennatum
Brachysarthron antennatum là một loài bọ cánh cứng trong họ Cerambycidae.